# نوئمی لووفسکی
نوئمی لووفسکی (فرانسوی: Noémie Lvovsky‎؛ زادهٔ ۱۴ دسامبر ۱۹۶۴) یک هنرپیشه، کارگردان فیلم و فیلم‌نامه‌نویس اهل فرانسه است. وی از سال ۱۹۸۶ میلادی تاکنون مشغول فعالیت بوده‌است.
از فیلم‌ها یا برنامه‌های تلویزیونی که وی در آنها نقش داشته‌است می‌توان به خانه بردباری، بدرود، ملکه من، اگر من یک مرد ثروتمند بودم، ژان دو باری و بانوی پیر من اشاره کرد.